# Iwata Takuya
Takuya Iwata (sinh ngày 14 tháng 7 năm 1994) là một cầu thủ bóng đá người Nhật Bản.

## Sự nghiệp câu lạc bộ
Takuya Iwata đã từng chơi cho Thespakusatsu Gunma.